# Kevin Wimmer
Kevin Wimmer (Wels, 1992. november 15. –) osztrák válogatott labdarúgó, a szlovák Slovan Bratislava játékosa.

## Sikerei, díjai
- 1. FC Köln
  - Bundesliga 2: 2013–14

- Slovan Bratislava
  - Szlovák bajnok: 2023–24